# Herb gminy Kleszczewo

Dawny herb gminy Kleszczewo

Herb gminy Kleszczewo – jeden z symboli gminy Kleszczewo, autorstwa Roberta Szydlika, ustanowiony 26 października 2011.

## Wygląd i symbolika
Herb przedstawia na tarczy w polu czerwonym nad srebrnym krzyżem maltańskim miecz srebrny ze złotą rękojeścią na opak przekrzyżowany dwoma kluczami złotym i srebrnym zębami do góry.
Dwa godła herbu odwołują się do największych posiadaczy ziemskich na terenie gminy. Godło górne nawiązuje do kapituły poznańskiej poprzez wykorzystanie symboliki związanej z jej patronami - śś. Piotra i Pawła (ich atrybutami były odpowiednio klucze i miecz). Kapituła poznańska posiadała następujące wioski na terenie gminy: Śródka, Tanibórz, Krzyżowniki, Tulce, Markowice, Nagradowice i Krerowo. Godło dolne pochodzi bezpośrednio z herbu Joannitów, którzy posiadali m.in. Kleszczewo i Krzyżowniki. Barwy herbu nawiązują do barw wielkopolskich.